# 劉濟 (成化進士)
劉濟（1439年—？），字澤民，直隸真定府趙州人，民籍，明朝政治人物。

## 生平
順天鄉試第八十一名舉人，成化十四年（1478年）中式戊戌科會試第一百七十三名，二甲第三十六名進士。任邠州知州，弘治四年（1491年）升衡州府知府。

## 家族
曾祖劉麒；祖父劉貴才；父劉能。母口氏。具庆下。娶郭氏。